# Yonghong
Yonghong (kinesiska: 永红, 永红乡) är en socken i Kina. Den ligger i provinsen Jiangsu, i den östra delen av landet, omkring 110 kilometer öster om provinshuvudstaden Nanjing.
Genomsnittlig årsnederbörd är 1 525 millimeter. Den regnigaste månaden är juli, med i genomsnitt 289 mm nederbörd, och den torraste är januari, med 43 mm nederbörd.